# Medializace
Medializace je nekomerční publicita jednotlivců, skupin, organizací a firem. Cílem medializace je posilování image, reputace a pozitivního postavení medializovaného subjektu směrem k veřejnosti, potenciálním zákazníkům, obchodním partnerům, klientům i vlastním zaměstnancům (viz plánovaná pozitivní medializace).
V širším pojetí pozitivně či negativně laděného obsahu, chtěné nebo i nechtěné mediální publicity nejrůznějších událostí a kauz. Medializaci lze definovat jako zprostředkovanou kvaziinterakci (mediated quasi-interaction) s vysokou inklinací ke stereotypnímu zobrazování hlavních témat veřejného diskurzu.
Medializace probíhá pomocí různých médií, kterými mohou být časopisy, noviny, internetové portály, televizní a rozhlasové vysílání, plakáty aj.

## Spřízněné pojmy

### Podobné pojmy
- Media Relations
- Mediální realita
- Medializace reality
- Indexy medializace

### Související pojmy
- Public relations
- Média
- Média masová
- Kýč zpravodajský
- Brand
- Image
- Event
- Event marketing
- Arts marketing